# Schildia jamaicensis
Schildia jamaicensis är en tvåvingeart som beskrevs av Ellen R. Farr 1962. Schildia jamaicensis ingår i släktet Schildia och familjen rovflugor.
Artens utbredningsområde är Jamaica. Inga underarter finns listade i Catalogue of Life.